# Jürgen Mennel
Jürgen Mennel (* 30. Mai 1960 in Neckarsulm, Baden-Württemberg) ist ein deutscher Ultramarathonläufer und Sporttherapeut.

## Werdegang
1969 startete er als Schüler in Lampoldshausen bei seinem ersten Wettkampf über 800 m.
Von 1983 bis 1988: studierte er Sozialarbeit (Schwerpunkt: Verknüpfung der Elemente Sport-Pädagogik und Motivation; unter anderem mit nichtsesshaften Mitmenschen).
1985 stieg er um auf die Ultramarathondistanzen (1200 km in 14 Tagen; ohne Begleitung von Neckarsulm nach Carmaux, Südfrankreich).
1988 startete Mennel bei seinem ersten 100-km-Straßenlauf bei den Deutschen Meisterschaften (7:32:10 h).
1989 wurde er Deutscher Meister über 100 km Bahnlauf in 7:24:24 h und im Folgejahr konnte er diesen Titel wiederholen in der Zeit von 7:02:05 h.
In den Jahren 1991, 1994 und 1995 wurde er Vizemeister auf der 100-km-Distanz.
1991 wurde Jürgen Mennel Vizeweltcupsieger mit der deutschen Nationalmannschaft in Florenz und belegte den fünften Platz in der Weltcup-Einzelwertung.
Im Juli 2008 absolvierte er in nur fünf Tagen einen 650 km langen Lauf von Künzelsau nach Berlin. Im Rahmen dieses Laufs stellte er zugleich einen neuen Weltrekord auf: Jürgen Mennel absolviert in diesem Zusammenhang seinen 300.000sten Lauf-Kilometer. Dies ist weltweit die höchste Laufkilometerzahl eines auch international aktiven Meisterschaftsläufers.
Am 20. September 2010 lief der damals 50-Jährige anlässlich des 2500-jährigen Jubiläums des Athen-Marathons von Heilbronn nach Athen. Für die 2200 km lange Strecke benötigte er einen Monat. Im Panathinaikon-Stadion, dem Olympiastadion von 1896 empfing ihn der griechische Kulturminister Pavlos Geroulanos.
Er arbeitet als Sporttherapeut mit Menschen mit Einschränkungen.